# Outer Banks
Die Outer Banks sind eine schmale und 280 Kilometer lange Inselkette im Atlantik vor der Küste North Carolinas in den USA. Im Gegensatz dazu wird das Küstengebiet North Carolinas innerhalb dieser Inselkette Inner Banks genannt, einschließlich der Inseln zwischen Festland und Outer Banks.

Seekarte „Bodie Insel Bis Kap Lookout“ (1943)

## Geographie
Die Outer Banks erstrecken sich in einem Bogen über 308 Kilometer (245 Kilometer Luftlinie) entlang der Küste North Carolinas von Back Bay (gut 20 Kilometer im Stadtgebiet von Virginia Beach, Virginia) bis Cape Lookout (North Carolina) weit südlich des Pamlico Sound. Von Norden nach Süden gehören dazu Currituck Banks (eine Halbinsel), Bodie Island (eine Verlängerung der Currituck Banks, jedoch früher eine Insel), Hatteras Island, Ocracoke und Portsmouth Island sowie die drei unbewohnten Inseln North Core Banks, South Core Banks, und Shackleford Banks der Cape Lookout National Seashore. Im Südwesten scheint sich die Inselkette mit den Inseln Bogue Banks, Topsail Island und Masonboro Island fortzusetzen, diese werden jedoch nicht mehr zu den Outer Banks gerechnet. Die küstenbegleitenden Inseln setzen sich mit den Sea Islands in South Carolina und Georgia fort, sie reichen bis Florida. Die Shackleford Banks am südwestlichen Ende der Outer Banks-Kette und die sich im Westen anschließende, meist nicht mehr zu den Outer Banks gerechnete Insel Bogue Banks werden nur durch den 1200 Meter breiten Beaufort Inlet Channel getrennt.
Die Breite der Inseln beträgt stellenweise weniger als 200 Meter. Den exponiertesten Punkt im Osten markiert Kap Hatteras. Dort beträgt die Entfernung zum Festland rund 50 Kilometer.
Aufgrund dieser exponierten Lage sind die Inseln sehr stark von den Auswirkungen von Hurrikans in dieser Region betroffen. Nach dem Hurrikan Isabel im Jahre 2003 war die Insel Hatteras Island praktisch in zwei Teile geteilt. Die Schäden wurden anschließend durch die Armee beseitigt.

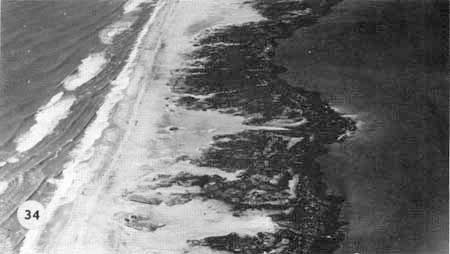
Schäden durch Hurrican Ginger 1971
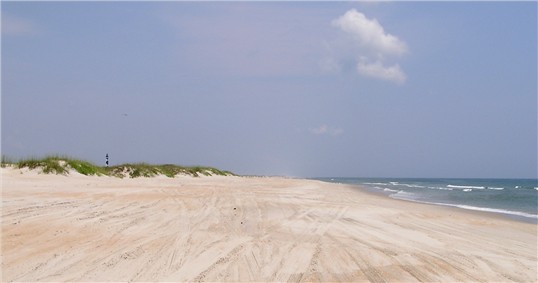
Strand auf den Outer Banks
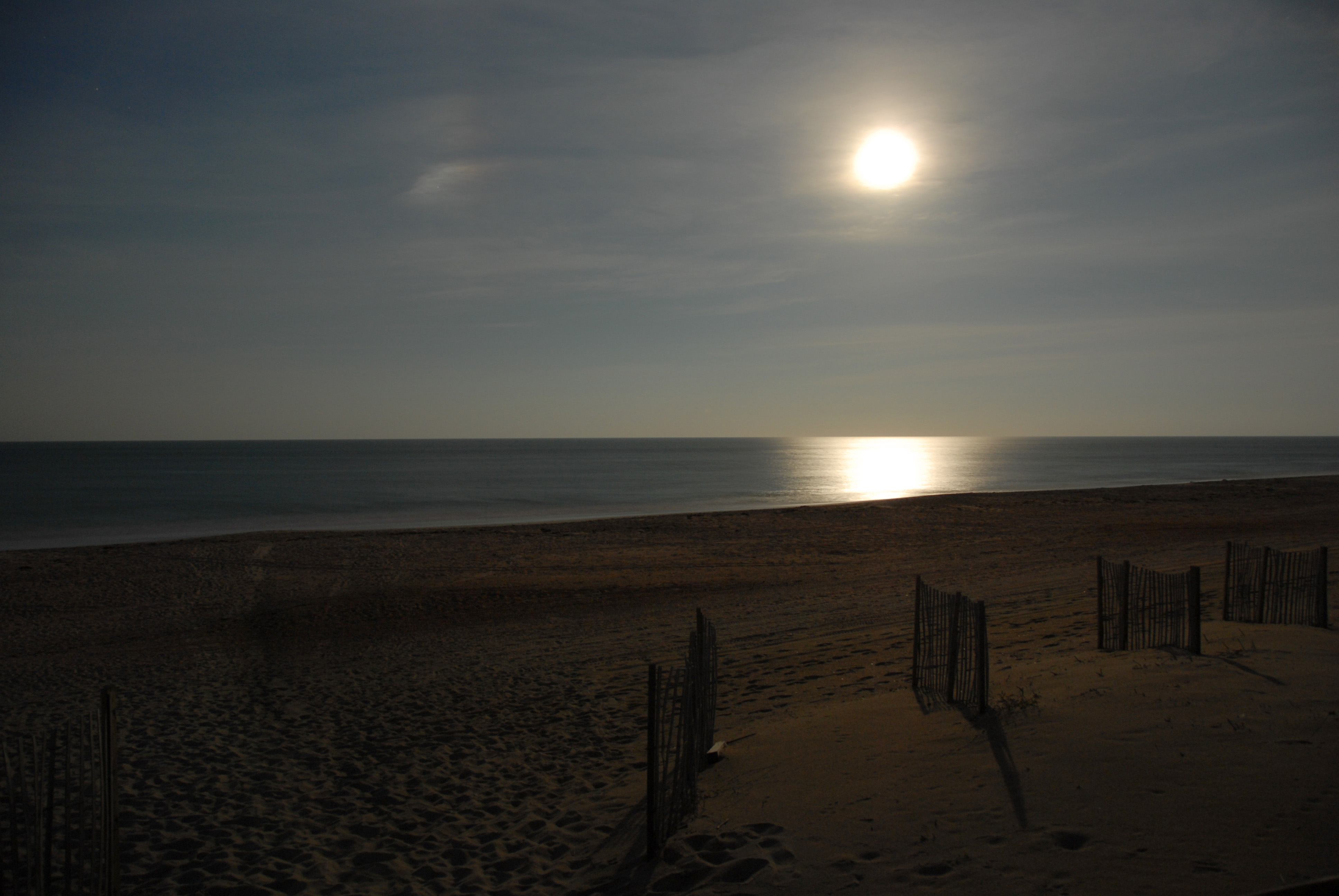
Strand bei Mondschein auf den Outer Banks

## Sehenswürdigkeiten und Geschichte

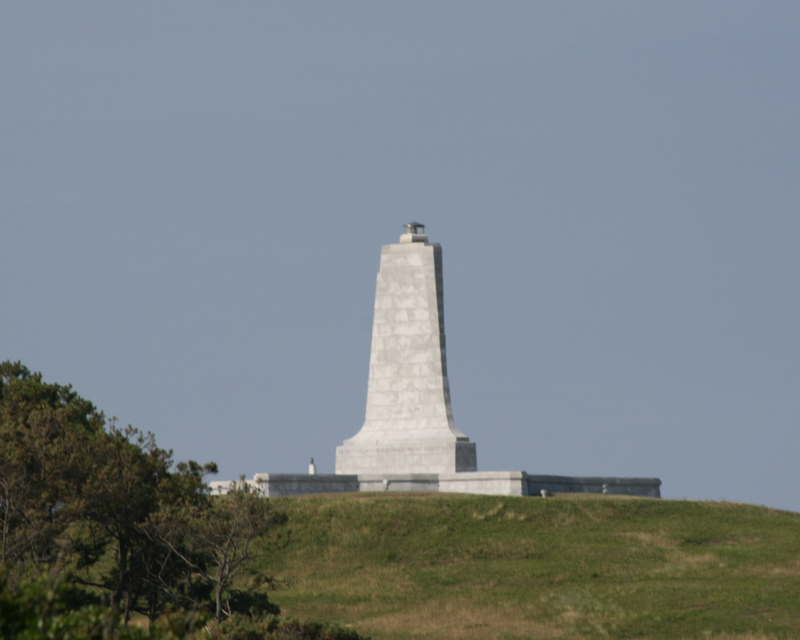
Wright Brothers National Memorial

Die Inseln sind aufgrund der kilometerlangen Sandstrände und des warmen Klimas als Ausflugsziel sehr beliebt. Einige Strandabschnitte sind für den Fahrzeugverkehr freigegeben, allerdings wird Allradantrieb empfohlen. Die Ortschaften auf den Inseln sind im Wesentlichen durch Holzbauten in Ständerbauweise gekennzeichnet. Große Hotelbauten findet man nur wenig, es gibt jedoch zahlreiche, vorwiegend im Familienbetrieb befindliche Pensionen. Trotz des Tourismus finden sich auf den Outer Banks zahlreiche Tierarten. Hierzu gehören unter anderem verschiedene Vogelarten, Diamantschildkröten sowie Wildpferde.
Auf den Inseln wird Wassersport betrieben. Besonders beliebt sind hierbei das Wellenreiten sowie das Kitesurfen. Zudem werden zahlreiche Hochseeangeltouren angeboten.
Auf der Insel Roanoke wurde 1584 die erste englische Siedlung in Nordamerika gegründet. Im Jahre 1587 kam hier auch das erste Kind aus der alten Welt – Virginia Dare – zur Welt.
Die Insel Ocracoke diente dem Piraten Blackbeard als Rückzugsbasis. Vor der Insel wurde er schließlich 1718 getötet. Zahlreiche Gebäude und Souvenirshops auf der Insel erinnern an dieses Ereignis.
Auf Bodie Island befindet sich die Stadt Kitty Hawk, wo 1903 den Gebrüdern Wright der erste Motorflug gelang. In Anerkennung dieser Leistung wurde an der Stelle das Wright Brothers National Memorial errichtet.

## Sonstiges
Größere Bekanntheit erlangte die Inselkette durch die gleichnamige Netflix-Serie Outer Banks.

## Verkehrswege

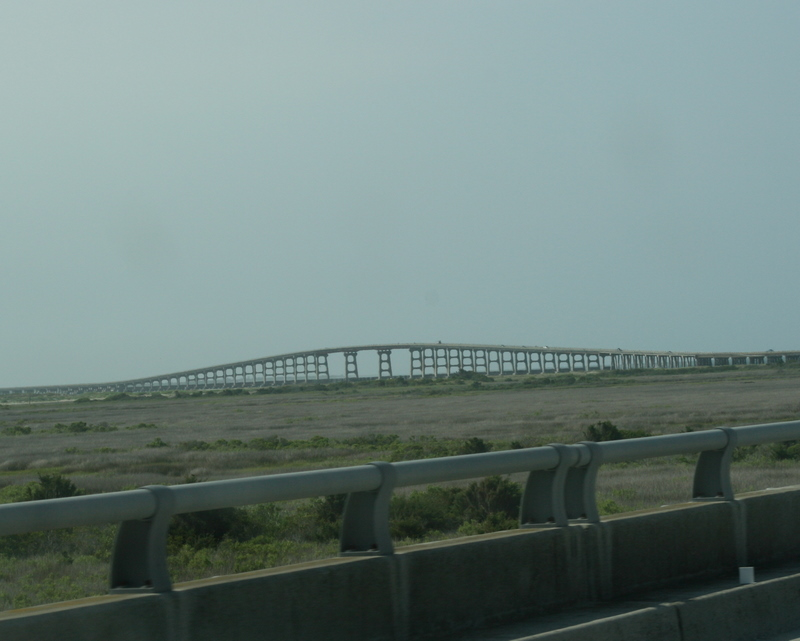
Brückenverbindung zwischen den Inseln

Vom Norden gelangt man über eine Brücke vom Festland auf die Outer Banks. Der North Carolina Highway 12 (NC 12) verbindet die ersten vier Inseln von Norden nach Süden. Die südlichste Insel Ocracoke ist durch eine kostenlose Fährverbindung (40 Minuten) mit der Insel Hatteras verbunden. Zusätzlich bestehen zwei Verbindungen nach Cedar Island (135 Minuten) sowie Swan Quarter (165 Minuten).
Bei starkem Wind kann es vorkommen, dass sämtliche Fährverbindungen eingestellt werden und auch der Highway 12 überspült wird und somit nicht passierbar ist.